# O planetă numită anticipație
O planetă numită anticipație este o colecție de povestiri științifico-fantastice editată de Dan Merișca și Alexandru Mironov.  A apărut în 1985 la Editura Junimea.  

## Cuprins
- „Să vorbim pe limba Pămîntului”, eseu de Alexandru Mironov
- „War-game”, ficțiune scurtă de Dan Ursuleanu
- „Obiecte”, ficțiune scurtă de Dănuț Ungureanu
- „Labirintul”, ficțiune scurtă de Marius Stătescu (1977)
- „Lasă-mă să-mi pun ochelarii”, ficțiune scurtă de Sorin Sighișanu
- „Contratimp”, ficțiune scurtă de Cicerone Sbanțu
- „Incidentul”, ficțiune scurtă de Gheorghe Păun
- „Ultima întoarcere”, ficțiune scurtă de Ioan Popa
- „Revelația”, ficțiune scurtă de Ovidiu Pecican
- „Insula de hârtie”, ficțiune scurtă de Alexandru Pecican
- „Androidul și prințesa”, ficțiune scurtă de Mircea Opriță
- „Kiai”, ficțiune scurtă de Leonard Oprea
- „Elegie pentru o epavă cibernetică”, ficțiune scurtă de George Ceaușu și  Marina Nicolaev-Ungureanu
- „Antipoveste”, ficțiune scurtă de Alexandru Mironov
- „Peripețiile unor pământeni în Exterrior”, ficțiune scurtă de Lucian Merișca  (1981)
- „Prietenul”, ficțiune scurtă de Dan Merișca
- „Rondul”, ficțiune scurtă de Victor Martin
- „Fotografia”, ficțiune scurtă de Gabriel Manolescu
- „Automatul de înghețată”, ficțiune scurtă de Radu Honga
- „Circuit închis”, ficțiune scurtă de Răzvan Haritonovici
- „Cântecul Libelungilor”, ficțiune scurtă de Mihail Grămescu
- „Mușuroiul de furnici ”, ficțiune scurtă de Mircea Liviu Goga
- „Pescărușii”, ficțiune scurtă de Silviu Genescu
- „Ochiul de sticlă”, ficțiune scurtă de George Ceaușu
- „Ultima misiune a locotenentului Alf”, ficțiune scurtă de Aurel Cărășel
- „Discursul”, ficțiune scurtă de Voicu Bugariu
- „Penelopa”, ficțiune scurtă de Ovidiu Bufnilă